# نقد اليهودية المحافظة
نقد اليهودية المحافظة (بالإنجليزية: Criticism of Conservative Judaism) ينتشر في المجتمع اليهودي الأرثوذوكسي، على الرغم من انتقاد تلك الحركة من اليهودية الإصلاحية وغيرها من تيارات اليهودية. تقر الحركة المحافظة بالولاء للتراث اليهودي، ولكنها تعتبر الهلاخاه (القانون الديني اليهودية) سيرورة دينامية تحتاج إلى إعادة تأويل في العصور الحديثة. يدور نقد اليهود الأرثوذكسيون والتراثيون خلال الحركة نفسها حول:
- اليهودية المحافظة، أو بعض من قرارتها ومواقفها التي لا تتبع الهلاخاه، طبقًا لعدد من الأرثوذكسيين اليهود، للأسباب التالية:
  - التحليل القانوني للتفكيك الحاخامي أو التلاعب بالإلزامات الدينية، بدلًا من أن تكون داعية لاحترامهم
  - تبطن بعض الافتراضات التاريخية والثقافية في قانونها، ثم تبطل الافتراض، فتضمن بذلك إبطال القانون نفسه
  - تصدر «المقررات الطارئة» في غياب الطوارئ الشرعية، بدلًا من اتباع المقاربة الشرعية الإيمانية لفهم الهلاخاه
  - تؤدي قرارتها إلى المزيد من التهاون، بدلًا من التقيد الصارم أو المتوازن
  - تقوم بعمل مقررات مشاعية خلال مجلس القادة، بدلًا من الاعتماد على دارسي التلمود بشكل حصري، ما يؤدي إلى تعبير قرارتها على رأي العامة بدلًا من رأي الدارسين
  - الموائمة مع قيم المجتمع الأوسع كان له أسبقية على تكريس نفسها للنزاهة الداخلية للمصادر الهلاخاية. 
  - يرى النقاد أيضًا أن التحليل القانوني للحركة المحافظة يؤدي إلى نتائج ذات صبغة أيديولوجية، إلى درجة تخرج عن حدود التحليل الهلاخاوي التقليدي.

## انتقادات الأرثوذكسية
من وجهة نظر اليهودية الحريدية، تتمثل الانتقادات في شخص الحاخام آفي شافران من جماعة أجوداث إسرائيل في أمريكا. كتب شافران في 2001 أن قادة الحركة المحافظة «يسحقون» الهلاخاه ويزعمون الولاء لها في آن. ويطرح أن الحركة فشلت بسبب قول ثلاثة أرباع اليهود المحافظين أنهم يعتبرون اليهودي من نشأ نشأة يهودية، حتى لو كانت أمه نصرانية؛ الموقف الذي كرسته الحركة اليهودية الإصلاحية، ورفضه قادة اليهودية المحافظة باعتباره لا يتبع الهلاخاه. يضيف شافران أن اليهودية المحافظة «حركة غير أمينة»؛ لأنها على الرغم من تمسكها بالهلاخاه (القانون اليهودي)، توافق على ترسيم المرأة في رتب دينية بناءً على تفويض بعض العامة ودارس واحد للتلمود. يقر شافران بأن الحركة يجب أن تعتمد على التلمود. وبصورة مشابهة، في عام 2006، انتقد الحاخام شافران قرار الحركة المحافظة ولجنتها عن القانون والمعايير اليهودية بتبني الجواب الشرعي لتحرير موقفها عن المثلية الجنسية. كرر شافران تأكيده بأن الحركة المحافظة، على الرغم من «ادعاء الاتساق مع الهلاخاه»، لا تتبع «السيرورة الهلاخيه الحقيقية».

وأما عن الحاخام افي وايس، الحاخام الأرثوذكسي الصريح على الجناح الأيسر من اليهودية الأرثوذكسية، يصف الاختلافات بين الأرثوذكسية واليهودية المحافظة بطريقة تنتقد المقاربة المحافظة: 
على الرغم من التباينات في الأسلوب والمقاربة، النسق المقدس الذي نعتقد به، يبعدنا عن المتدينين المحافظين، الذين يرون العملية القانونية اليهودية تختلف في المناطق الثلاثة الأساسية في الهلاخاه: توراة سيناء [الاعتقاد بأن التوراة نزلت من الله على موسى على جبل سيناء]، التأويلات الحاخامية والتشريعات الحاخامية. 
الاعتقاد في توراة سيناء، لكل اليهود الأرثوذكسيين، يمثل أساس الإيمان ويقع في القلب من السيرورة الهلاخاوية. لا تقر اليهودية المحافظة بهذه التعاليم. وفي منطقة القانون الحاخامي، يرى الأرثوذكسيون -الحديث منهم واليميني كذلك- أن السلطة القانونية تراكمية، وأن «البوسيك» أو المشرِّع القانوني المعاصر يصدر أحكامه بناءً على التاريخ الكامل للسوابق التشريعية اليهودية. ترى اليهودية المحافظة في اعتقاداتها الضمنية، أن السوابق التشريعية تمثل استناره للتشريعات المعاصرة، ولكنها ليست قانونًا ملزمًا. كما تحتفظ اليهودية المحافظة بحريتها في انتقاء المواقف التي تناسبها من التاريخ التشريعي لليهودية.